# Willy Oeser
Willy Oeser (* 11. Februar 1897 in Mannheim als Wilhelm Karl Georg Bruno Arthur Oeser; † 24. Oktober 1966 in Heidelberg) war ein deutscher Kirchenmaler und Glaskünstler.

## Leben
Oeser, Sohn des Direktors der Mannheimer Schlossbibliothek Max Oeser, wurde nach seinem Studium zum Dr. phil. promoviert, gilt in der Kunstausübung jedoch als Autodidakt. Er hatte in den 1920er Jahren ein Atelier im linken Flügel des Mannheimer Schlosses, in dem sich auch die Gemäldegalerie befand. Hier war der Kunstmaler K. Stohner sein Nachbar. Im rechten Seitenflügel des Schlosses hatten die Kunstmaler Hans Barchfeld, Heinrich Merkel und Richard Papsdorf ihre Ateliers. Im Wesentlichen widmete er sich religiösen Themen und gehörte bereits nach dem Ersten Weltkrieg zu den Erneuerern der religiösen Kunst in Deutschland. Während der Zeit des Nationalsozialismus waren seine Werke als entartet bezeichnet worden und 1937 wurde in der Nazi-Aktion „Entartete Kunst“ nachweislich sieben seiner Bilder aus der Städtischen Sammlung Freiburg im Breisgau (Augustinermuseum) und der Städtischen Kunsthalle Mannheim beschlagnahmt.
Nach dem Zweiten Weltkrieg schuf und entwarf Oeser zahlreiche Mosaiken, Fresken und Glasfenster vor allem für Kirchen im südwestdeutschen Raum. Bereits 1915 hatte die Galerie M. Goldschmidt & Co. in Frankfurt eine Auswahl seiner Werke präsentiert, und seit den 1950er Jahren wurden Arbeiten von Oeser in der Berliner Nationalgalerie und in der Kunsthalle Mannheim der Öffentlichkeit zugänglich gemacht.

## 1937 als „entartet“ aus öffentlichen Sammlungen  nachweislich beschlagnahmte Werke
- Auferweckung des Lazarus (Tafelbild; von 1937 bis 1941 in sieben Städten in der Wanderausstellung „Entartete Kunst“ vorgeführt; Verbleib ungeklärt)
- Engel (Tafelbild, 70 × 92 cm; zerstört)
- Italienische Landschaft (Tafelbild, 107 × 125 cm; zerstört)
- Madonna mit Kind (Tafelbild, 85 × 100 cm; zerstört)[5]
- Christus fällt unter dem Kreuz (Tafelbild, 155 × 122 cm, 1921; zerstört)[6]

## Kirchen, in denen sich Werke Oesers befinden oder befanden
- 1929/30: St. Antonius von Padua in Piła (Schneidemühl)
- 1930/31: Heilig Geist in Frankfurt-Riederwald
- 1936/37: St. Elisabeth in Mannheim
- nach 1945: Erlöserkirche in Mannheim-Seckenheim
- 1951/52: St. Cäcilia in Mühlhausen
- 1951/52: St. Josef in Mannheim
- 1952–1957: Guter Hirte in Mannheim
- 1953: Stiftskirche in Baden-Baden
- 1954: St. Raphael in Heidelberg
- 1950er Jahre: Heilig Geist in Mannheim
- Auferstehungskirche in Ludwigshafen am Rhein
- St. Cäcilia in Mosbach
- Herz Jesu in Ratingen
- St. Michael in Grenzach-Wyhlen
- St. Peter in Mannheim (Kunstwerke nicht erhalten)

## Schriften
- (zusammen mit Max Oeser) Kurzer Führer durch die Bibliothek Desbillons und die ihr angeschlossenen Büchersammlungen. Mit einem Führer durch den großen Büchersaal. Mannheim 1926 (ub-madoc.bib.uni-mannheim.de).
- Die Dammerstocksiedlung in Karlsruhe. In: Bauwarte. Jahrgang 5, 1929, S. 427 f.
- Um das Schicksal einer alten Pfarrkirche: Grundsätzliche Gedanken zur Wiederherstellung der Unteren Pfarrkirche zum hl. Sebastian in Mannheim. J. Gremm, Mannheim 1934.
- Die Wunder: Gedeutet und dargestellt durch die christliche Kunst. Bild- und Filmzentrale (Bifiz), Düsseldorf 1937.
- Bausteine zum Gottesreich. Bände 1–11, Caritas Lichtbild Gesellschaft-Bildband-Verlag (Calig), Freiburg im Breisgau 1938.